# Cyclopteropsis mcalpini
Cyclopteropsis mcalpini är en fiskart som först beskrevs av Fowler, 1914.  Cyclopteropsis mcalpini ingår i släktet Cyclopteropsis och familjen sjuryggsfiskar. Inga underarter finns listade i Catalogue of Life.